# Sônia Coutinho
Sônia Coutinho (Itabuna, 1939 — Rio de Janeiro, 24 de agosto de 2013) foi uma escritora, jornalista e tradutora brasileira. Tem 11 livros publicados e traduziu outros 30. Entre suas obras mais conhecidas, estão: O último verão de Copacabana, Atire em Sofia, Os seios de Pandora, Os venenos de Lucrécia, Uma certa felicidade e  O Jogo de Ifá. Conquistou duas vezes o Prêmio Jabuti de Literatura, em 1979 e 1999.

## Biografia
Sonia Coutinho nasceu em Itabuna em 1939, filha do poeta simbolista e político Nathan Coutinho (1911-1991). Aos oito anos, mudou-se para Salvador. Segundo os dados biográficos da autora no livro O jogo do Ifá (1980),  na sua infância foi uma garota introvertida e tímida que passava a maior parte de seu tempo lendo avidamente livros infantis e aos doze anos lia os escritores franceses Zola e Guy de Maupassant. Suas leituras se refletiam nas suas composições escolares que causavam escândalo à mentalidade da época (a provinciana cidade de Salvador em meados dos anos 50) e chocaram a diretora da escola por abordar o tema da infidelidade conjugal. Na primeira metade dos anos 60, associa-se ao grupo irreverente de intelectuais baianos da revista Mapa. Publicou seu primeiro conto num suplemento literário dirigido por Glauber Rocha. Em seguida, foi convidada a participar de uma coletânea de autores/estudantes chamado Reunião, editado pela Universidade da Bahia, que também causou polêmica, com várias cartas de protesto pelo "tom desabusado" da obra tendo sido enviadas ao reitor da universidade. Foi funcionária pública desde os 18 anos. Começou sua carreira de jornalista amadora com crônicas tri-semanais no Jornal da Bahia, onde também editava um suplemento literário.
Em 1964, viajou para a Espanha, onde viveu durante quase um ano. Neste período, estudou História da Arte no Instituto de Cultura Hispânica de Madri e viajou pela Europa e pelo norte da África. Ao regressar ao Brasil, participou de antologias e publicou seu primeiro livro de contos, Do herói inútil (1966), que teve a tiragem de 200 exemplares pela editora Macunaíma.
Em 1968, mudou-se para o Rio de Janeiro, onde iniciou a carreira jornalística. Trabalhou como redatora e tradutora da agência de notícias Reuters e como redatora da seção internacional dos jornais O Jornal, Jornal do Comércio, Correio da Manhã e Última Hora. Foi colunista de livros de Domingo Ilustrado, redatora do jornal O Globo. Além disso, como era licenciada em Língua Estrangeira Inglês, traduziu mais de dez livros.
Depois de abandonar as redações de jornal, viajou pelos Estados Unidos e Europa. Em 1976, publica Uma certa felicidade. No ano seguinte, recebeu o prêmio de literatura erótica da revista Status pelo conto "Cordélia, a caçadora", que depois fez parte do livro Os venenos de Lucrécia (1978) publicado pela editora Ática. Este livro também ganhou o prêmio Jabuti da Câmara Brasileira do Livro.
Seus contos integram várias antologias, inclusive em polonês.
Após se aposentar como jornalista, continuou seu trabalho de tradutora e começou um curso de artes plásticas na Escola de Artes do Parque Lage, localizada no Jardim Botânico do Rio de Janeiro. Neste período, iniciou sua trajetória na pintura. Através da criação do blog Sidarta, continuou a fazer crítica de arte como fizera anteriormente em seu trabalho em jornal e passou a divulgar trabalhos literários seus e de outros escritores. Seus interesses giravam em torno de cinema, fotografia, literatura, música e de exposições e museus. Não se interessava por política, pois o único mundo que lhe interessava era o mundo das artes, a realidade delineada através da lente dos artistas.
Embora desencantada com o trabalho literário, já que a pintura absorvia toda sua atenção, acabou reeditando sua obra pela editora 7Letras. Como a maioria dos escritores brasileiros, reclamava do modo como a mídia e os leitores tratava sua obra, embora ela tivesse sido agraciada por duas vezes com o prestigioso Prêmio Jabuti pelos seus livros de contos Os venenos de Lucrecia (1978) e Os seios de Pandora (1998). O primeiro foi definido por Marisa Lajolo como "contos de pássaros engaiolados", que prefaciou a primeira edição.
Contista por excelência, também escreveu romances, alguns deles sobre assassinatos de mulheres, com tom policialesco. Os seios de Pandora e O caso Alice foram publicados pela Rocco. Seu livro de estreia em nível nacional foi Nascimento de uma mulher (Civilização Brasileira, 1971), seguido por Uma certa felicidade (Francisco Alves, 1976). Outros títulos de destaque são O último verão de Copacabana, Atire em Sofia, Toda a verdade sobre a tia de Lucia e O jogo de Ifá. Como era uma escritora sempre muito preocupada com a forma, reescreveu seus primeiros livros posteriormente.
Faleceu em 2013 no Rio de Janeiro aos 74 anos e deixou uma filha (que teve com o ex-marido, o poeta e jornalista Florisvaldo Mattos), a psicóloga Elsa de Mattos, e dois netos.

## Temas e personagens
Como destaca o crítico Rubem Mauro Machado, seus contos geralmente enfocam a narradora, uma personagem especializada que pode ser descrita como uma mulher solitária, culta, e independente, moradora de Copacabana, pertencente à classe média,  admiradora de Paul Klee e Billie Holiday. Esta mulher que luta para romper com a o destino provinciano como mãe e dona-de-casa geralmente atribuído às mulheres, acaba pagando um alto preço por sua insurgência contra o status quo, embora ela não lamente o fato. Suas personagens refletem traços biógraficos da autora, já que refazem o seu próprio percurso ao deixar Salvador para viver no Rio. Suas personagens deixam  para trás no tempo e no espaço uma Cidade com maíuscula e inominada, uma cidade de seu tempo de juventude que adquire características quase míticas, por não mais existir, uma cidade para sempre perdida na voracidade do tempo que tudo corrói, como suas  amizades, amores e lembranças que foram deixadas para trás quando ela tudo abandona para buscar uma carreira profissional de sucesso e uma vida mais significativa na metrópole.

Esta mulher onipresente, embora apresentando nomes e circunstâncias bem distintas como tentativa de disfarce, une suas histórias não só através de suas caraterísticas já mencionadas, mas também através do modo como encara a solidão e a passagem do tempo. Em seus romances e contos, a autora explora a fragmentação humana, uma das características atribuídas ao pós-moderno. É na solidão da cidade grande que esta personagem-narradora matriz enfrenta o envelhecimento, transformando aquilo que pode ser algo opressor em uma forma de auto-conhecimento, na tentativa de entender a sua própria existência através da contemplação de suas experiências e lembranças passadas. Como afirma Machado:
Essa reconstituição obsessiva de uma história pessoal que nunca chega a ter um sentido completo, um certo mal-estar ou incômodo na maneira de estar no mundo, remete a uma literatura de fundo existencialista. A personagem de muitos nomes realiza, por entre o absurdo do ser e o esquecimento, por entre perdas e o lento-rápido esvair da ampulheta, uma busca permanente do Eu e do sentido de sua vida, permeada pelo sonho, que no fundo é o de todos nós, de alcançarmos nesta nossa breve travessia… uma certa felicidade. Se muitas mulheres devem se identificar com essa personagem onipresente, os homens também não ficam indiferentes a ela. E isso porque, mais do que uma questão de gênero, a ficção de Sonia Coutinho fala do vazio da cidade grande, da contingência que ameaça o tempo todo esvaziar as nossas vidas, que desejamos plenas e pelas quais somos os únicos responsáveis.
Do mesmo modo que acontece com suas personagens, os temas de seus contos, romances e novelas também convergem para tópicos que abordam solidão,  carência, amores (frustrados ou fugitivos), melancolia, fantasia e fragmentação. Esses temas são recorrentes na vida de sua personagem matriz que se fragmenta em nomes múltiplos de uma mesma pessoa que procura obsessivamente significados para a falta de sentido e para o absurdo da vida humana.

## Prêmios
- Prêmio de literatura erótica da revista Status pelo conto "Cordélia, a caçadora" (1977)
- Prêmio Jabuti da Câmara Brasileira do Livro por Os venenos de Lucrécia (1978)
- Prêmio Jabuti por Os seios de Pandora (1998).

## Obras

### Livros: romances e contos
- Do herói inútil (1966)
- Nascimento de uma mulher (1971)
- Uma certa felicidade (1976)
- Os venenos de Lucrecia (1978)
- O jogo de Ifá (1980).
- O último verão de Copacabana (1985)
- O caso Alice (1991)
- Os seios de Pandora (1998)
- Atire em Sofia (1990, 2010)
- Toda a verdade sobre a tia de Lucia (2011)

### Participação em antologias
- Reunião (1961)
- Histórias da Bahia (1963)
- Doze contistas baianos (1968)
- Os melhores contos brasileiros de 1974 (1975)
- O conto da mulher brasileira (1978)
- O conto da região do cacau (1978)
- O papel do amor (1979)
- Opowiadania Brazylijskie (Cracóvia, 1977)
- Os cem melhores contos brasileiros de século (2009)

### Traduções publicadas
- Mutações, de Liv Ullman (1978)
- O carnê dourado, de Doris Lessing (1980)